# Gunilla Bergström
Gunilla Elisabet Dukure Bergström (Gotemburgo, 3 de julio de 1942-Estocolmo, 25 de agosto de 2021) fue una escritora, periodista e ilustradora sueca. Fue conocida por su serie de libros infantiles sobre el personaje de Alfons Åberg, que escribió e ilustró. Los libros sobre su personaje se tradujeron a diferentes idiomas y algunos se adaptaron al cine, la televisión y el teatro. Recibió varios premios, incluido el real Litteris et Artibus.

## Biografía
Nació en Gotemburgo, se mudó a Estocolmo en 1966 para comenzar su carrera de periodista. Trabajó para periódicos suecos como Aftonbladet y Dagens Nyheter.
Debutó como autora de libros para niños en 1971 y lanzó su primer libro de Alfons Åberg en 1972. El personaje es un niño que vive con su padre soltero. Desde entonces ha sido autora de libros para niños y hasta 2007 había publicado veinticinco libros de Alfons. Estos libros se han traducido a 35 idiomas y han vendido más de ocho millones de ejemplares en todo el mundo. Solo en Suecia se han vendido cuatro millones de ejemplares. En 2006, su libro Alfons och soldatpappan fue publicado simultáneamente en siete idiomas diferentes; algo que nunca había sucedido con un libro infantil sueco.
También escribió libros para niños sobre personajes como Milla, Bill y Bolla. Bergström dijo que se inspiró en la vida cotidiana para escribir sus historias. También se interesó en la psicología y el comportamiento humano, y lo incorporó a algunos de sus libros. Se describió a sí misma como una persona puntillosa al momento de escribir. Ilustró sus propios libros y, a menudo, trabajó con collage.
Bergström dirigió su propia empresa, Bok-Makaren (Fábrica de Libros) que se encarga de las licencias de la serie Alfons Åberg, que se han otorgado para producciones teatrales y muñecos Alfons, rompecabezas y juegos de computadora. Bergström ha comentado que «no hay nada de malo en comercializar cosas famosas, pero tenemos cuidado de a quién vendemos las licencias». Se realizaron adaptaciones para el cine de animación, a cargo de la directora Torill Kove, y para una serie de televisión.
En 2007 vivió en Estocolmo con su marido de África Occidental. Pasaron sus inviernos juntos en África Occidental. En 2012, el gobierno sueco le otorgó el premio Illis Quorum.
En Gotemburgo fue inaugurada una Casa de Cultura Alfons Åberg en octubre de 2012 con la presencia de la creadora del personaje. Es un centro cultural infantil que cuenta con un teatro para niños, actividades culturales para niños y adolescentes y ciclos de conferencias para adultos.
En 2019, donó imágenes originales de sus libros Hurra för pappa Åberg y Där går Tjuv-Alfonsal  al Museo Nórdico de la Acuarela.
Falleció en Estocolmo el 25 de agosto de 2021 a los setenta y nueve años.

## Publicaciones

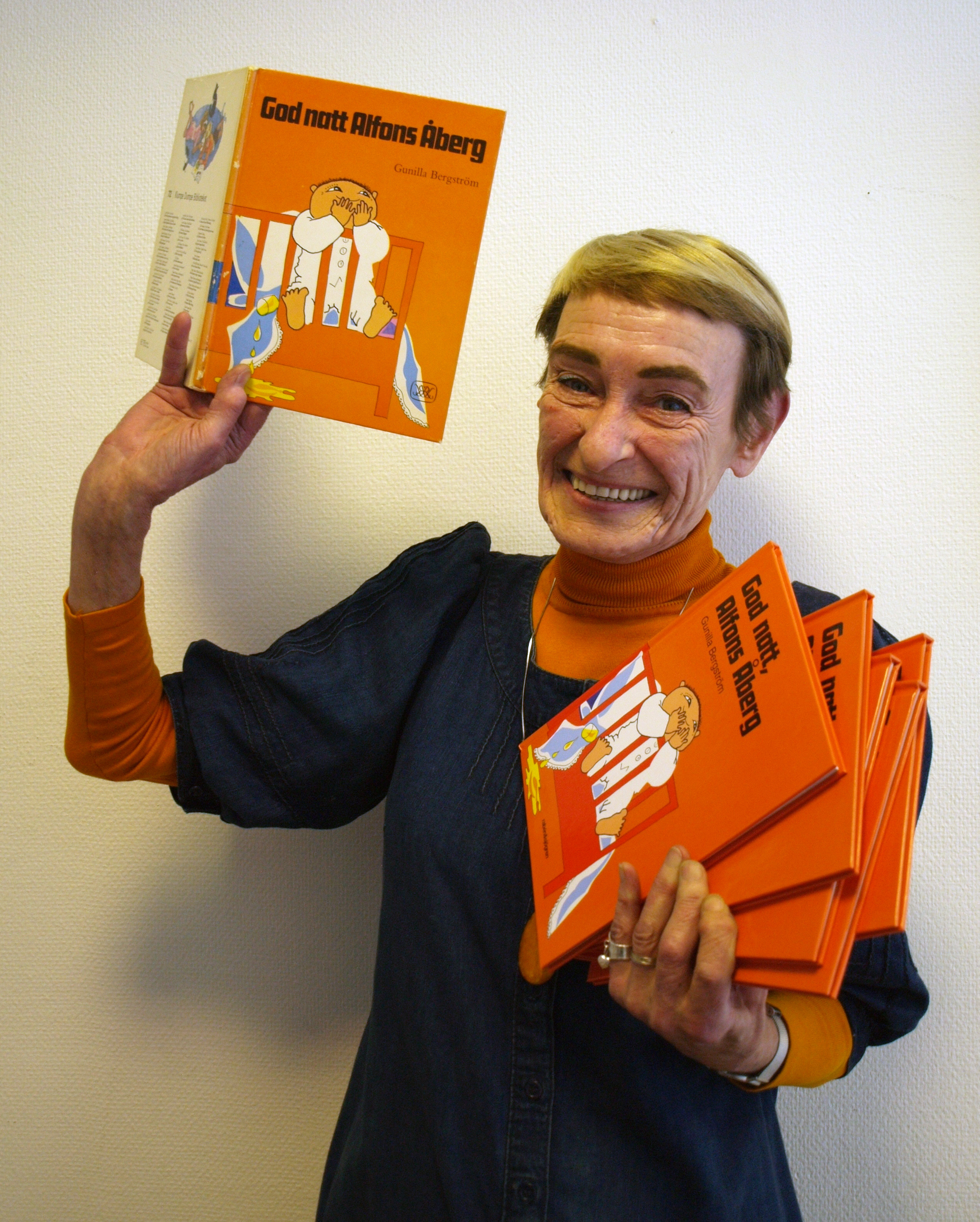
Bergström con algunos de sus libros (2010)

Los libros de Bergström fueron publicados por Rabén & Sjögren, que incluyen:
| - Mias pappa flyttar (1971) - God natt, Alfons Åberg (1972) - Tjuven (1973) - Aja baja, Alfons Åberg (1973) - Raska på, Alfons Åberg (1975) - Alfons och hemlige Mållgan (1976) - Vem räddar Alfons Åberg? (1976) - Listigt Alfons Åberg (1977) - Alfons och odjuret (1978) - Ramsor & Tramsor om Bill och Bolla (1979) - Tokigt & Klokigt, mera rim med Bill och Bolla (1980) - Är du feg, Alfons Åberg? (1981) - Var är bus-Alfons? (1982) - Vem spökar Alfons Åberg? (1983) - Lycklige Alfons Åberg (1984) - Alfons och Milla (1985) - Kalas, Alfons Åberg! (1986) - Hokus pokus, Alfons Åberg! (1987) - Bara knyt, Alfons! (1988) - Vad sa pappa Åberg? (1989) - Alfons egna saker (1990) | - Alfons tycker om (1990) - Där går Tjuv-Alfons! (1991) - Milla mitt-i-natten (1991) - Ingen sak sa Milla (1992) - Mera monster, Alfons! (1992) - Alla möjliga Alfons (1992) - Mera miner med Alfons (1992) - Trall-fonsar. Visor med Alfons Åberg (1992) - Hurra för pappa Åberg! (1993) - Milla mitt-i-godiskriget (1993) - Näpp! sa Alfons Åberg (1994) - Lösgodis – fickan full (1994) - Lösgodis – en påse till (1994) - Titta – peka Alfons Åberg (1994) - Flyg sa Alfons Åberg (1997) - Osynligt med Alfons (1998) - Hurra för Alfons Åbergs far (1998) - Hur långt når Alfons Åberg? (2002) - Alfons ABC (2002) - Alfons och soldatpappan (2006) - Alfons med styrke-säcken (2010) - Skratta lagom! sa pappa Åberg (2012) |

## Premios
Entre sus numerosos premios se incluyen:
- 1979 Elsa Beskow Plaque[14]
- 1981 Premio Astrid Lindgren[14]
- 2011 Premio Emil
- 2019 Litteris et Artibus[22]